# 이해구
이해구(李海龜, 1937년 음력 4월 29일~)는 대한민국의 정치인이다. 치안본부장, 제20대 경기도지사, 제58대 내무부장관과 제13·14·15·16대 국회의원, 두원공과대학교 총장을 지냈다.
경기도 안성 서운면 청룡리에서 3남 3녀 중 차남으로 출생하였다. 군산고와 고려대(행정학과)를 졸업하였고, 제13회 고등고시(행정)에 합격하였다. 내무부 치안본부장과 관선 경기도지사, 국가안전기획부 제1차장을 역임하였다.
1988년 제13대 총선에 당선, 1992년 제14대 총선에 재선되었으며, 1993년 2월부터 1993년 12월까지 내무부 장관을 지냈다. 1996년 제15대 총선에서 3선을 하였다. 이후 제16대 선거에서는 낙선하였으나, 2002년 8월 8일 재보궐선거에서 당선, 4선 국회의원을 지냈다. 2004년 제17대 총선에서는 낙선하였다.
이후 두원공과대학 제5대(2006~2009), 제7·8대(2013~2019) 총장을 지냈다.

## 학력
- 서운공립국민학교 졸업
- 안성공립농업중학교 졸업
- 군산고등학교 졸업
- 고려대학교 법과대학 행정학과 학사
- 대한민국 국방대학교 행정학사 17기(1972년)

## 경력
- 1979년 2월~1980년 11월: 치안본부 교통과장
- 1980년 11월~1981년 6월: 경찰종합학교장
- 1981년 6월~1982년 1월: 치안본부 제4부장
- 1982년 1월~1983년 4월: 서울특별시 경찰국장
- 1983년 4월~1984년 10월: 내무부 치안본부장
- 1984년 10월~1986년 1월: 제20대 경기도지사
- 1986년 1월~1987년 5월: 국가안전기획부 제1차장
- 1993년 2월~1993년 12월: 내무부 장관
- 제13·14·15·16대 국회의원
- 국회 농림해양수산위원회 위원
- 신한국당 정책위원회 의장
- 한나라당 국회위원
- 한나라당 당무위원
- 2006년 8월: 제5대 두원공과대학 학장
- 2010년 4월: 두원공과대학교 이사
- 두원공과대학교 총장
- 새누리당 상임고문
- 자유한국당 상임고문
- 자유한국당 경기도당 원로고문
- 미래통합당 상임고문
- 국민의힘 상임고문
- 국민의힘 경기도당 원로고문
- 2025년 5월 ~2025년 6월: 제21대 대통령 선거 국민의힘 김문수 대통령 후보 경기 선거대책위원회 상임고문

## 역대 선거 결과
|  | 43.09% |

|  | 51.79% |

|  | 50.89% |

|  | 43.33% |

|  | 53.9% |

|  | 39.80% |

## 소속 정당
| 소속 정당 | 소속 정당  | 소속 기간 | 비고           |
| --------- | ---------- | --------- | -------------- |
|           | 민주정의당 | 1987~1988 | 정계 입문      |
|           | 무소속     | 1988      | 탈당           |
|           | 민주정의당 | 1988~1990 | 복당           |
|           | 민주자유당 | 1990~1995 | 합당           |
|           | 신한국당   | 1995~1997 | 당명 변경      |
|           | 한나라당   | 1997~2012 | 합당 정계 은퇴 |
|           | 새누리당   | 2012~2017 | 당명 변경      |
|           | 자유한국당 | 2017~2020 | 당명 변경      |
|           | 미래통합당 | 2020      | 합당           |
|           | 국민의힘   | 2020~현재 | 당명 변경      |

## 같이 보기
- 안성군 (1988년 선거구)
- 안성시 (선거구)
- 안성시의 국회의원
- 경기도지사
- 대한민국의 행정안전부 장관